# 長鯧科
長鯧科為輻鰭魚綱鱸形目鯧亞目的其中一個科。

## 分類
本科下分8個屬，如下：

### 長鯧屬（Centrolophus）
- - 黑長鯧（Centrolophus niger）

### 櫛鯧屬（Hyperoglyphe）
- - 南極櫛鯧（Hyperoglyphe antarctica）
  - 底棲櫛鯧（Hyperoglyphe bythites）
  - 日本櫛鯧（Hyperoglyphe japonica）
  - 大眼櫛鯧（Hyperoglyphe macrophthalma）
  - 美洲櫛鯧（Hyperoglyphe perciformis）
  - 黑櫛鯧（Hyperoglyphe pringlei）

### 魚鯧屬（Icichthys）
- - 澳洲魚鯧（Icichthys australis）
  - 魚鯧（Icichthys lockingtoni）

### 刺鯧屬（Psenopsis）
- - 刺鯧（Psenopsis anomala）
  - 印度刺鯧（Psenopsis cyanea）
  - 澳洲刺鯧（Psenopsis humerosa）
  - 中間刺鯧（Psenopsis intermedia）
  - 褐刺鯧（Psenopsis obscura）
  - 莊島刺鯧（Psenopsis shojimai）

### 高體鯧屬（Schedophilus）
- - 灰線高體鯧（Schedophilus griseolineatus）
  - 莫氏高體鯧（Schedophilus haedrichi）
  - 新西蘭高體鯧（Schedophilus huttoni）
  - 花高體鯧（Schedophilus maculatus）：又稱雲紋高體鯧。
  - 冰島高體鯧（Schedophilus medusophagus）：又稱褐長鯧。
  - 卵形高體鯧（Schedophilus ovalis）
  - 大眼高體鯧（Schedophilus pemarco）
  - 伐氏高體鯧（Schedophilus velaini）：又稱旋高體鯧。

### 鰤鯧屬（Seriolella）
- - 鐮鰭鰤鯧（Seriolella brama）
  - 藍灰鰤鯧（Seriolella caerulea）
  - 南美鰤鯧（Seriolella porosa）
  - 銀鰤鯧（Seriolella punctata）
  - 灰鰤鯧（Seriolella tinro）
  - 智利鰤鯧（Seriolella violacea）

### 灰柔鯧屬（Tubbia）
- - 塔斯馬尼亞灰柔鯧（Tubbia tasmanica）